# La Reine de la nuit (personnage)
Pour les articles homonymes, voir La Reine de la nuit.
La Reine de la nuit est un personnage de l'opéra La Flûte enchantée de Wolfgang Amadeus Mozart , composé sur un livret d'Emanuel Schikaneder.
Parmi les différentes interprètes de la Reine de la nuit, sont notables, entre autres, Edda Moser, Christina Deutekom, Edita Gruberova, Lucia Popp, Natalie Dessay,  et plus récemment Sabine Devieilhe, Kathryn Lewek et Julia Knecht.

## Personnage

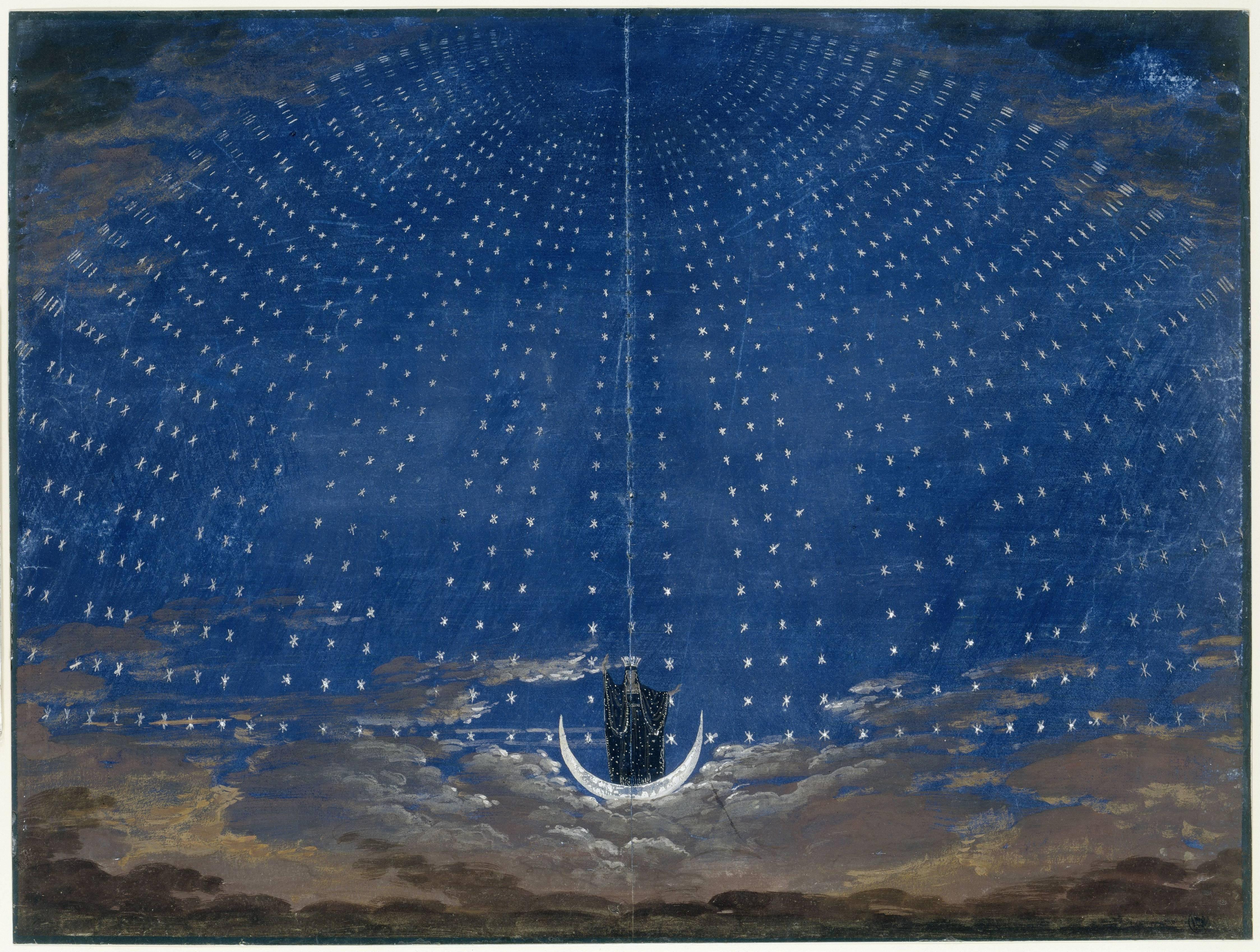
Proposition de mise en scène pour la première apparition de la Reine de la nuit (Karl Friedrich Schinkel, Berlin, 1815).

La Reine de la nuit est un personnage féminin de La Flûte enchantée de Mozart, dont le rôle est écrit pour une voix de soprano colorature,,.
Dans l'opéra, elle apparaît seule ou précédée de son escorte, les Trois Dames. La Reine de la nuit est la mère de Pamina,,. 
Symboliquement, elle représente la Nuit, « avec son mystère, ses cauchemars, ses sortilèges, si puissante sur l'imagination romantique qu'elle effraie et attire à la fois », mais aussi la « puissance des profondeurs, la mère de ces forces instinctives, destructives et cependant indispensables à la vie ».
Avec deux airs qui lui sont destinés, son rôle est court mais crucial au sein de l'opéra, en particulier quant à son influence psychologique sur les héros Tamino et Pamina.

## Airs
Dans l'opéra, La Reine de la nuit chante deux grands airs précédés de récitatifs accompagnés,, :
- « O zittre nicht, mein lieber Sohn », à l'acte I, air « tendre et affligé »[1], à la « réelle douleur »[2], dans lequel la Reine demande à Tamino d'aller délivrer sa fille Pamina, retenue prisonnière par Sarastro, qu'elle présente comme méchant ; l'air s'achève sur des vocalises « qui dépassent, à l'aigu, le registre normal du soprano »[2] ;

- « Der Hölle Rache kocht in meinem Herzen », à l'acte II, air célèbre qui révèle son visage maléfique, dans lequel elle demande à Pamina d'aller tuer Sarastro, au « comble de l'exaltation », et qui traduit « la nature farouche, aveugle de la passion du personnage »[2] ; l'air comprend « des vocalises aiguisées comme des poignards et une mélodie proche du cri, basculant sur de vertigineux sauts d'octave » et nécessite « une voix à la fois virtuose et dramatique »[1].

Elle intervient également dans le finale.
La tessiture de la Reine de la nuit est « redoutable entre toutes, réclamant un art magistral de la colorature, un suraigu dur et perçant », notamment pour les quatre contre-fa de l'air « Der Hölle Rache », ainsi qu'un « héroïsme apte à passer la barrière de l'orchestre ». 

## Interprètes
Le rôle a été créé en 1791 par Josepha Hofer née Weber (la sœur de Constance, épouse de Mozart).
Au XXe siècle, les sopranos Maria Ivogün, Edda Moser, Lucia Popp et Edita Gruberová, Christina Deutekom, Natalie Dessay sont des grandes interprètes du rôle. Diana Damrau est aussi une interprète très connue qui a interprété le rôle de la Reine de la Nuit à la "Royal Opera House".[réf. nécessaire]
Et plus récemment encore Sabine Devieihle, Katryn Lewek, Julia Knecht à l'opéra royal de Versailles.    